# ژرژ بیزه
ژرژ بیزه (به فرانسوی: Georges Bizet) ‏ (۲۵ اکتبر ۱۸۳۸– ۳ ژوئن ۱۸۷۵) از آهنگ‌سازان سرشناس فرانسوی در دوره رمانتیک بود. شهرت او بیشتر به‌خاطر اپرای کارمن است.
در سال ۱۸۳۸ زاده شد. پدرش معلم آواز بود و ژرژ از کودکی نزد پدرش با موسیقی آشنا شد. بعدها در سال‌های تحصیل در کنسرواتوار جایزه رم به او اهدا شد.
بیزه یک اپرا بوفا بنام دن پرکوپیو و قطعه‌ای به نام واسکو دوگاما نوشت و اپرایی در پاریس بنام صیادان مروارید را تصنیف کرد که نخستین اپرای معروف او بود. بیزه در سال ۱۸۷۲ اپرای جمیله را نوشت. سپس قطعاتی را برای آرلزین نوشت و در همین سال‌ها بود که او بزرگ‌ترین اثر هنری خود یعنی کارمن را تصنیف و اجرا کرد.
اپرای کارمن بر اساس رمان کارمن تصنیف شده. داستان آن در مورد دختری کولی و زیبا و هوسباز است. او با رقص طناز و بی نقصش همگان را می‌فریبد. از قضا سردار نظامی ارتش دلباختهٔ کارمن می‌شود و به خاطر او دست به هر کاری می‌زند. اما کارمن در آخر دست رد بر سینهٔ او می‌زند و در آخر سردار کارمن را به قتل رسانده و به خاطر عشق از دست رفتهٔ خود می‌گرید.

## زندگی

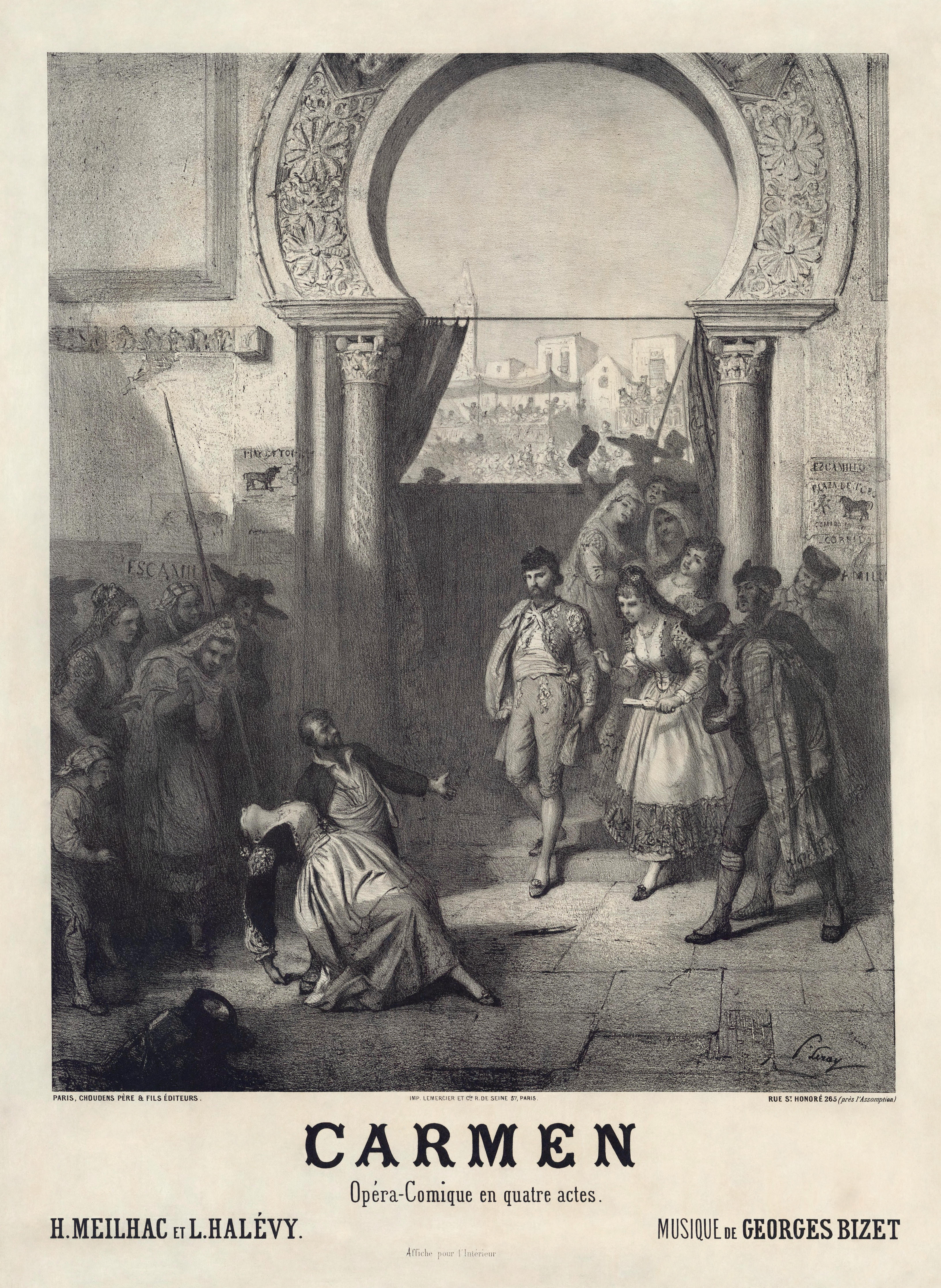
نگاره‌ای از پوستر چاپ سنگی اُپرای کارمِن که در سال ۱۸۷۵ میلادی در شهر پاریس به اجرا درآمد.
اپرای کارمِن، ساختهٔ ژرژ بیزه، آهنگساز فرانسوی، در سال ۱۸۷۵ میلادی، در ۴ پرده و به زبان فرانسوی تنظیم و ساخته‌شد.

ژرژ بیزه در ۲۵ اکتبر سال ۱۸۳۸ به دنیا آمد، مادرش یک نوازنده پیانو بود و پدرش آواز می‌خواند و موسیقی می‌ساخت. ده ساله نشده بود که از طرف کنسرواتوآر پاریس مورد ستایش قرار گرفت وی در آنجا به تحصیل کنترپوآن و آهنگسازی پرداخت و تبدیل به یک پیانیست با استعداد و درخشان شد. از همان سال‌های اولیه تحصیل استعداد خود را در آهنگسازی به نمایش گذاشت. مثال بارز آن سمفونی در دو ماژور است که در ۱۷ سالگی آن را تهیه کرد اما تا سال ۱۹۳۵ اجرا نشد. اپرای دون پروکوپیو که در اوایل ۲۰ سالگی تهیه شد دلیل دیگری بر توانایی‌های ذاتی بیزه در آهنگسازی است، این اپرا نیز تا سال ۱۹۰۶ اجرا نشد.
در ویلا مدیسی، حرارت، صداقت دوستانه و استعداد او در نواختن پیانو، سبب شد مقبولیت عام یابد. او آگاهانه از تقلید دوری می‌جست، به جای یک مس سنتی، اولین ساخته‌ای که به رم فرستاد، یک اپرای مضحک ایتالیایی بود به نام ون پروکوپیو. در بازگشت از ایتالیا، بیزه خانه‌نشین شد و عملاً دیگر از پاریس و حومهٔ آن تکان نخورد. تنها در ۱۸۶۲ با گونو به بادن بادن رفت. درست در زمانی که برلیوز تئاتر جدید را با بئاتریس و بندیکت افتتاح می‌کرد. حرفهٔ او آن چنان‌که انتظار داشت ارضایش نمی‌کرد. به دلیل دو دلی و نگرانی از چگونگی رسیدن به کمال، بارها آنچه را که بدست آورد، رها کرد (نزدیک به پانزده اپرا و اپرا کمیک، برنامه‌ریزی شده یا نیمه کاره باقی ماند) و آنچه که این آهنگساز تئاتر به‌طور کامل به مردم ارائه کرد، اغلب، به خوبی استقبال نشد (به استثناء دختری زیبای پرت با اجرای عالی و استقبالی رضایت بخش).
آثار اصلی بیزه در ابتدا تنها بی‌تفاوتی و دشمنی بیشتر تماشاگران و منتقدین را برمی‌انگیخت، بیشتر آن‌ها از اصالت الهام ملودیک، پرباری بخش‌های ارکستری و واقع گرایی توصیفات دراماتیک می‌گریختند. به عنوان مثال: صیادان مروارید از سوی مردم و منتقدین به یک اندازه با سردی روبه رو شد. به استثناء برلیوز و برخی دیگر چون طرفداران واگنر که سرخورده شده بودند، دیگران از هم‌اکنون سلاح‌های خود را برای متهم کرن بی منطق واگنریسم آماده می‌کردند، اتهاماتی که چندی بعد علیه کارمن، اوج گرفت. همین بازتاب برای جمیله که مهر غیرقابل درک بر آن زدند، نشان داده شد و هم چنین برای آرلزین اثر دوده که مورد تحسین اندکی قرار گرفت. بعضی انتقاد می‌کردند که این نوع موسیقی کلام تحت‌الشعاع قرار می‌دهد، که البته اتهامی بی‌اساس بود، و برخی دیگر عکس این انتقاد را داشتند. دربارهٔ شرایط اسفبار نخستین اجرای کارمن همه چیز گفته شده‌است: برنامه به جهت شرایط حاکم بر سالن چندین بار قطع شد، میزانسن و بازیگران متوسط، دشمنی خود بخودی رقبای جسور، تماشاگرانی که تنها در اندیشهٔ اپرا کمیک بودند. (مکان همیشگی ملاقات‌های مربوط به زناشویی) بی شک همه و همه برای چنین نمایشی آماده نشده بود، از سوی دیگر جراید نیز در این قبیل موارد، به‌طور معمول بی خاصیت‌ترین همکاران خود را می‌فرستادند. با این حال نخستین پرده شور و احساس تماشاگران را برانگیخت. منتقدین بسیاری از آن‌ها: ت. دوبانویل، این نمایش را پسندیدند و آهنگسازان بسیاری از آن‌ها: ونسان دندی راضی بنظر می‌رسیدند. پس درست نیست که در مورد شکست کارمن غلو شود و مرگ سازندهٔ آن را به این نسبت دهند. بیزه پانزده سال بود که از یک عفونت شدید گلو رنج می‌برد و بی شک از نوع سرطانی آن، در نتیجه مشکلات صوتی و شنوایی ناشی از آن سرانجام با خفگی همراه شد. او از یک بحران قلبی در شب دوم تا سوم ژوئن ۱۸۷۵، کمی پس از آنکه پرده روی سی و یکمین اجرای کارمن فرو افتاد، در گذشت و در پرلاشز به خاک سپرده شد.

## زندگی خصوصی
در ۱۸۶۲، بیزه با ژنویو هالوی دختر یک استاد قدیمی ازدواج کرد و از او فرزندی به نام ژاک داشت که ادیب شد (۱۸۷۲–۱۹۲۲).